# Йосиф Брадати
Йосиф Брадати (ок. 1714 – ок. 1789) е български книжовник дамаскинар и създател на книжовна школа, за център на която се счита Рилският манастир. Събира и превежда ръкописи и пише собствени съчинения, които оставят следа в литературата на български език от XVIII век. Пише по религиозни и светски въпроси и проповядва чистота на християнските нрави. Прекарва значителна част от живота си в Рилския манастир и обикаляйки из българските земи като таксидиот. С дейността на Йосиф Брадати се свързват значителен за времето си брой ръкописи (между 10 и 30 в зависимост от източниците), които са разпространявани предимно в Западна България и отчасти в Централна и Източна България. Книжовното му дело оказва влияние върху Паисий Хилендарски, а неговият ученик, Никифор Рилски, е един от ранните преписвачи на Паисиевата история.

## Биографични данни
Йосиф Брадати е роден в края на XVII или началото на XVIII век. Някои автори приемат, че е роден между 1685 и 1690 (Д. Петканова, К. М. Куев), а други смятат за рождена година 1714 година (на базата на упомената от самия Йосиф Брадати възраст в някои от неговите ръкописи). Потвърдена информация за неговото месторождението също липсва. Предполага се, че е роден в град Елена, от рода на Разсуканови. Според други хипотези месторождението му трябва да се търси в Разлог. Това предположение се прави въз основа на западнобългарските говори, на които са написани произведенията му, както и на факта, че при пътешествията си из страната, посещава предимно градове и села в западна и югозападна България.
Липсва информация за детските и юношески години от живота на Йосиф Брадати.
В своите творби, Йосиф Брадати често оставя бележки за себе си – кога и къде е писал книгата и какъв извор е ползвал. Нарича себе си Йосиф, Йосиф непотребни, Йосиф Брадати.
Основната част от своята книжовна и проповедническа дейност провежда предимно в днешна Западна България и Македония. Съществуват сведения, че е посетил Оризаре (Кочанско) (1743, 1745), Самоков (1749, 1751, 1752, 1755), Враца (1749, 1750, 1756, 1758, 1760, 1761, 1762), Щип, Хрелово (1754, 1755), Габрово (1756), Видин (1775), Свищов (1789). За пътуванията си сам отбелязва: „поистину, в колику места и градове приходих“, При посещенията си отсяда в домовете на видни хора които най-вероятно са подкрепяли материално неговата проповедническа и книжовна дейност. Това се вижда от преписките, които придружават словата: „написах това житие у Враца в дом Димо Николови син, в лето 1750 аз Йосиф“.
„От много любов и имущоми святому отцу Йоану многострадалному (Йоан Златоуст) написах житие и битие и възвращение честни мощи месеца юния 7 в лето 7259 – 1751 у Самоков, писах в дом хаджи Йоан Ерина, Йосиф непотребни“.
„Писах сию книжицу у хаджи Йоана Йерина в лето 1749“.
През 1784 година Йосиф Брадати вероятно става игумен на Рилския манастир.

## Kнижовна дейност
Повечето сборници на Йосиф Брадати датират от периода 1740 – 1758. Част от ръкописите са запазени в оригинал. Сборниците съдържат жития, поучителни слова, кратки разкази и тълковно евангелие. Йосиф Брадати и неговите последователи утвърждават нов стил сборници със смесено съдържание като широко застъпени са жития на старо-християнски мъченици.
Сборниците на Йосиф Брадати се характеризират с небрежен почерк и лошо външно оформление. Написани са фонетично, без да се спазват правописни правила, някои думи са произволно разчленявани, а други са написани слято. Поради този стил на писане тези ръкописи дълго време са смятани за преписи от оригинала.
Сред книжовниците преписвали от Йосиф са запазени имената на Никифор Рилски, Роман Габровски, Янкул Хрельовски, поп Тодор Врачански. Някои преписвачи на неговите текстове са се придържали строго към оригинала, и са преписвали включително и личните му бележки. Най-прецизни от тях са преписите на Никифор Рилски и Янкул, от които могат да се черпят ценни биографични данни.
Йосиф Брадати превежда предимно новогръцки печатни книги (Дамаскин Студит, Теодор Студит, Агапий Критски и изданията на Николай Гликис от XVII) като ги приспособява по стил и съдържание към тогавашната действителност. Някои от текстовете превежда по два пъти или преписва с промени и създава нови редакции. Сред най-известните са „Слово ради празници бабини“, „Слово за самовили“, както и допълненията които прави към творбите на Йоан Златоуст „Слово за суетния човек и змията“, „Как подобава да се стои в църква“, и „Поучение за простите“. Много от преводите са свободни – със съкращения и добавки и опростяване на фразата.
Темите които засяга са за просвета на „прост“ т.е. говорим език, за устойчивост и опазване на вярата и срещу помохамеданчването, против суеверията за възпитанието на децата и девойките. В духа на летописната традиция в преписките се отбелязват автобиографични, исторически и природни явления. Включва свои мисли и разсъждения, в които приканва българите да съхранят вярата и народността си, обвинява свещениците в леност и лакомия, призовава за засилване на книжовното учение и премахване на суеверията. Стреми се да издигне християнската култура на българина и утвърждава религиозната етика като основа на по-хуманни отношения.
Ръкописи на Йосиф Брадати и негови ученици се пазят в Националната Библиотека „Св. св. Кирил и Методий“, в Националния църковен историко-археологически музей, в Рилския манастир, в Белградската и Санкпетербургската академична библиотека.
Известни са следните книги писани от Й. Брадати:
1. Дамаскин № 5953 от Народната библиотека

## Обществена известност и признателност
До началото на XX век Йосиф Брадати е почти непознат на българската общественост. Така например в писмото си до Йосиф Дайнелов от 1 август 1861 г. Г. С. Раковски пише: „Поздравете всички наши родолюбци и кажете им, че открих и сега в пътешествие си някои си важни памятници за наша нова история. То е житие и страдания отца Софрония, писани от него самого. Записки някого си Йосифа Брадатаго от Рилски манастир, преди 120 години писани...“ Последващи изследвания на ръкописи от XVIII век хвърлят светлина върху приноса на Йосиф Брадати към българската книжнина, но много факти около живота и делото му остават неизвестни и до днес.
Литературният изследовател Боян Пенев пише за него: „Може да се каже, че този рилски монах е първата по-крупна личност, която срещаме на прага на нашата нова книжнина“. Донка Петканова от своя страна заявява: „С пълно право Йосиф Брадати може да бъде наречен най-ярък предвестник на отец Паисий. В неговите сборници се отразяват най-ясно първите симптоми на Българското възраждане“
На Йосиф Брадати е наречена улица в квартал „Кръстова вада“ в София (Карта).